# Orani
Orani (sardinsky: Oràne) je italská obec (comune) v provincii Nuoro v regionu Sardinie. Nachází se ve výšce 523 metrů nad mořem a má přibližně 2 700 obyvatel. Rozloha obce je 130,43 km².